# Шмидт, Ганс-Теодор
Ганс Герман Теодор Шмидт (нем. Hans Hermann Theodor Schmidt; 25 декабря 1899, Хёкстер, Германская империя — 7 июня 1951, Ландсбергская тюрьма) — гауптштурмфюрер СС, адъютант коменданта концлагеря Бухенвальд.

## Биография
Ганс-Теодор Шмидт родился 25 декабря 1899 года в семье изготовителя цемента и продавщицы строительных материалов. Окончил в своём родном городе гимназию короля Вильгельма. С 1917 по 1918 год участвовал в Первой мировой войне и после войны присоединился к Фрайкору. С 1919 по 1920 год проходил военную службу в Рейхсвере. Впоследствии получил торговое образование и работал продавцом в Нидерландах и Бельгии.
В 1932 году вступил в НСДАП (билет № 1246794) и СС (№ 115662). В 1935 году переехал в Хольцминден. После перевода в Войска СС с 1940 по 1941 года служил в лагере Хинцерт. В ноябре 1941 года был переведён в концлагерь Бухенвальд под Веймаром. Здесь с апреля по сентябрь 1942 года исполнял обязанности адъютанта в охранном батальоне. В сентябре 1942 года после вступления в должность коменданта Германа Пистера стал адъютантом и оставался на этой должности до освобождения Бухенвальда в апреле 1945 года. В 1944 году ему было присвоено звание гауптштурмфюрера СС. В мае 1945 года был арестован военнослужащими армии США. 14 сентября 1945 года был доставлен из лагеря для военнопленных в Бад-Айблинге в Баварии в ведомство лагеря для интернирования гражданских лиц во Фрайзинге, а 17 сентября 1945 года — в ведомство США в Оберурзеле.
11 апреля 1947 года стал обвиняемым на Бухенвальдском процессе в рамках процессов Дахау. 14 августа 1947 года за надзор и руководство над всеми казнями в период с 1942 по 1945 год был приговорён к смертной казни через повешение.
Смертный приговор в отношении Шмидта был одним из двух приговоров, утверждённым верховным командиром Европейского командования вооружённых сил США Томасом Хэнди. В качестве обоснования Хэнди ссылался на высокое положение Шмидта в лагерном управлении, он представлял Пистера во время его отсутствия. По сведениям Пистера, Шмидт активно участвовал в творимых в лагере беспорядках, что позволило ему завоевать большой авторитет. Затем Хэнди рассматривал убийства в Бухенвальде, совершенные выстрелом в шею:
Ганс Шмидт около трёх лет был адъютантом в концлагере Бухенвальд. [...] За ним числились все казни заключённых лагеря, в том числе нескольких сотен военнопленных, которые были уничтожены специальным подразделением так называемой «командой 99». Эти казни происходили в бывшей конюшне, которая должна была создавать подобие аптеки-лазарета. Когда ничего не подозревающих жертв ставили к стенке, по-видимому для измерения роста, им стреляли в затылок из пневматического пистолета, спрятанного за стеной. Иногда, таким образом, убивали сразу тридцать человек. Другие казни, контролируемые Шмидтом, происходили в крематории лагеря; жертв вешали на настенные крюки и медленно душили до смерти. В этом случае я не могу найти основания для помилования.
После безуспешного прошения о помиловании от главного комитета города Хёкстера и кампании по помилованию Высшего Федерального суда США 7 июня 1951 года приговор был приведён в исполнение во дворе Ландсбергской тюрьмы. 9 июня Шмидт был захоронен в своём родном городе. 12 июня 1951 года федеральное управление печати получила некролог из Хольцминдена со словами заверения его невиновности:
Я заявляю, что я не сделал ничего такого, кроме того, что Вы, господа, делаете сейчас. Я выполнял приказы, которые был законно мне даны. Я ухожу из жизни как последний из смертников Ландсберга. Я умираю невиновным.